# Igreja Episcopal dos Estados Unidos
A Igreja Episcopal (em inglês:  Episcopal Church) é uma província eclesiástica da Comunhão Anglicana que abrange todo o território dos Estados Unidos da América, Honduras, Formosa, Colômbia, Equador, Haiti, República Dominicana, Venezuela, Ilhas Virgens Britânicas e partes da Europa. A Igreja Episcopal está em plena comunhão  com a Igreja da Inglaterra e reconhece o Arcebispo da Cantuária como líder espiritual.
Esta Igreja foi organizada pouco depois da Revolução Americana quando foi forçada a separar-se da Igreja de Inglaterra pelo fato de os clérigos desta última serem obrigados a jurar fidelidade ao monarca Britânico. Tornou-se, nas palavras do relatório de 1990 pelo Grupo do Episcopado do Arcebispo de Cantuária, "a primeira Província Anglicana fora das Ilhas Britânicas". Hoje em dia está dividida em nove províncias e tem dioceses fora dos E.U.A. 
Continuando a tradição e teologia Anglicana, a Igreja Episcopal considera-se uma via media, possuindo porém, maior similaridade doutrinária com o Protestantismo.
A Igreja Episcopal tem sido ativa na Evangelização Social dos finais do século XIX, e desde as décadas de 1960 e de 1970 tem tomado um papel de relevo no movimento progressista e em temáticas políticas relacionadas. Por exemplo, a Igreja Episcopal tomou posição sobre a pena de morte e apoiou o Movimento de Direitos Civis e Ação Afirmativa. Alguns dos seus dirigentes e pastores marcharam em demonstrações de direitos civis. A igreja reivindica a total igualdade civil para pessoas homossexuais. Desde julho de 2015, o matrimônio entre pessoas do mesmo passou a ser autorizado, sendo celebrado segundo o Livro de Oração Comum.
No que toca à questão do aborto, a igreja tem tomado uma posição mais suave. Sobre todas estas temáticas, membros individuais e clérigos podem, e frequentemente o fazem, discordar das posições oficiais da igreja.
A Igreja Episcopal também ordena mulheres para serem diáconas, presbíteras e bispas. Atualmente o Bispo Presidente da Igreja Episcopal é o Reverendíssimo Sean Rowe. A Igreja Episcopal dos Estados Unidos é considerada a Igreja Mãe da Igreja Episcopal Anglicana do Brasil, quando, em 1890, aportaram no Brasil, missionários da Igreja americana para realizar cultos em português e converter brasileiros. A IEAB foi um distrito missionário da Igreja Episcopal americana por 74 anos, obtendo sua autonomia eclesiástica em 1965, quando se tornou a décima-nona província da Comunhão Anglicana. Sua Igreja Mãe foi, e ainda é, a principal influência do Anglicanismo no Brasil.

## Nomes
A Igreja Episcopal Protestante nos Estados Unidos da América ( PECUSA ) e "A Igreja Episcopal" (TEC) são nomes oficiais especificados na constituição da igreja. Este último é muito mais comumente usado. Em outros idiomas, um equivalente é usado. Por exemplo, em espanhol, a igreja se chama La Iglesia Episcopal Protestante de los Estados Unidos de América ou La Iglesia Episcopal, e em francês L'Église protestante épiscopale des États-Unis d'Amérique ou L'Église épiscopale.
Até 1964, "A Igreja Episcopal Protestante nos Estados Unidos da América" era o único nome oficial em uso. No século XIX, os membros da Igreja Alta advogaram a mudança do nome, que consideravam não reconhecer a herança católica da igreja. Eles se opuseram à ala evangélica da igreja, que sentiu que o rótulo "Episcopal Protestante" refletia com precisão o caráter reformado do anglicanismo. Após 1877, nomes alternativos foram propostos e rejeitados regularmente pela Convenção Geral. Uma alternativa proposta foi "a Igreja Católica Americana". Na década de 1960, a oposição ao abandono da palavra "protestante" havia diminuído bastante. Num acordo da Convenção Geral de 1964, padres e leigos delegados sugeriram acrescentar um preâmbulo à constituição da igreja, reconhecendo "A Igreja Episcopal" como uma designação alternativa legal, mantendo o nome anterior.

Bandeira da Igreja Episcopal.

A 66ª Convenção Geral votou em 1979 para usar o nome "A Igreja Episcopal" no Juramento de Conformidade da Declaração para Ordenação. A evolução do nome pode ser vista no Livro de Oração Comum da igreja. No BCP de 1928, a página de rosto dizia: "De acordo com o uso da Igreja Episcopal Protestante nos Estados Unidos da América", enquanto na página de título do BCP de 1979 afirma: "'De acordo com o uso da Igreja Episcopal " . A Igreja Episcopal nos Estados Unidos da América (ECUSA) nunca foi um nome oficial da igreja, mas é uma alternativa comumente vista em inglês. Como várias outras igrejas da Comunhão Anglicana também usam o nome "Episcopal", incluindo a Escócia e as Filipinas, algumas, por exemplo, a Anglicans Online, adicionam a frase "nos Estados Unidos da América".
O nome legal completo do órgão corporativo da igreja nacional é a "Sociedade Missionária Nacional e Estrangeira da Igreja Episcopal Protestante nos Estados Unidos da América", que foi incorporada pela legislatura de Nova York e estabelecida em 1821. Os membros da corporação "deve ser considerado como compreendendo todas as pessoas que são membros da Igreja". Isso não deve ser confundido com o nome da própria igreja, pois é um órgão distinto relacionado ao governo da igreja.

## História

### Era colonial

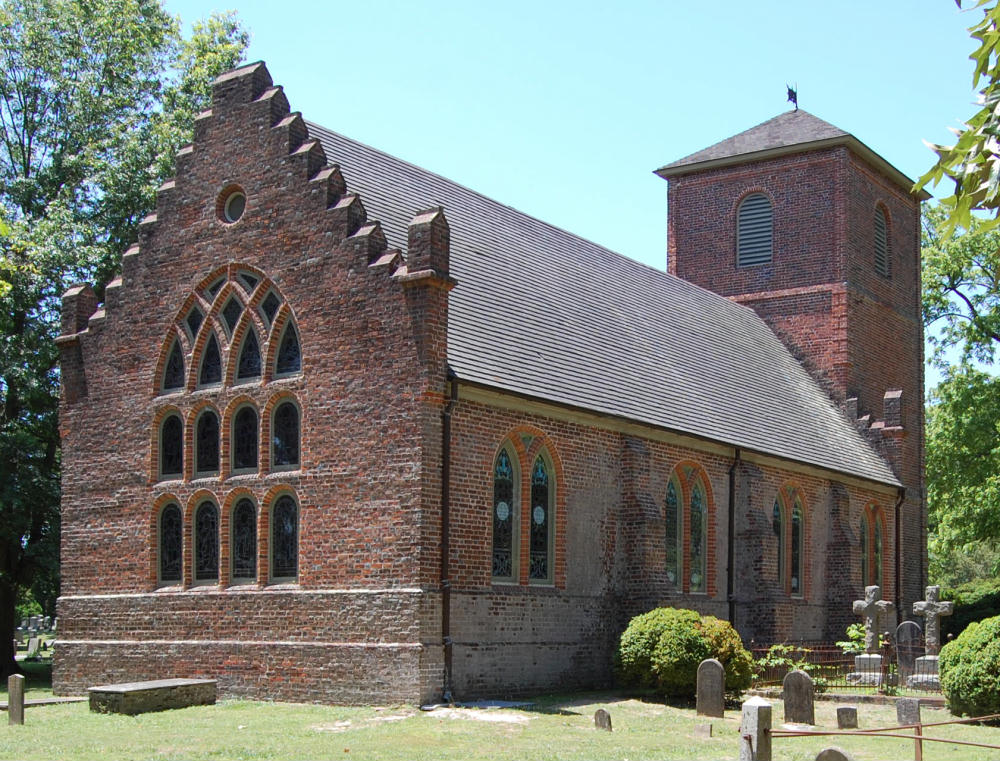
A Igreja de St. Luke, construída durante o século XVII perto de Smithfield, Virgínia - a mais antiga igreja anglicana que sobreviveu em grande parte intacta na América do Norte.

A Igreja Episcopal tem suas origens na Igreja da Inglaterra, nas colônias americanas, e enfatiza a continuidade da Igreja ocidental universal e afirma manter a sucessão apostólica. A primeira paróquia foi fundada em Jamestown, Virgínia, em 1607, sob o estatuto da Virginia Company of London. A torre da Igreja de Jamestown ( c. 1639-1643) é uma das mais antigas estruturas da Igreja Anglicana sobrevivente nos Estados Unidos. O próprio edifício da igreja de Jamestown é uma reconstrução moderna.
Embora não existissem bispos anglicanos americanos na era colonial, a Igreja Anglicana possuía um status oficial em várias colônias, o que significava que os governos locais pagavam dinheiro de impostos às paróquias locais e as paróquias exerciam algumas funções cívicas. A Igreja da Inglaterra foi designada igreja estabelecida na Virgínia em 1609, em Nova York em 1693, em Maryland em 1702, na Carolina do Sul em 1706, na Carolina do Norte em 1730 e na Geórgia em 1758.
A partir de 1635, as sacristias e o clero ficaram vagamente sob a autoridade diocesana do bispo de Londres. Depois de 1702, a Sociedade para a Propagação do Evangelho em Partes Estrangeiras (SPG) iniciou a atividade missionária em todas as colônias. Na véspera da Revolução, cerca de 400 congregações independentes foram relatadas nas colônias.

### Era revolucionária

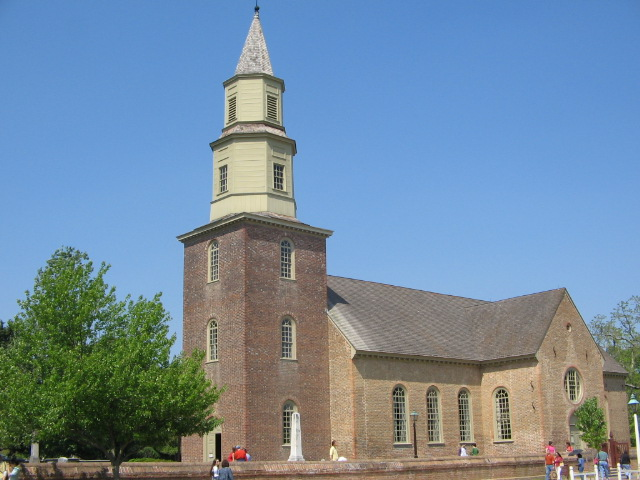
Igreja Paroquial de Bruton em Williamsburg Colonial, fundada em 1674. O edifício atual foi concluído em 1715.

Abraçando os símbolos da presença britânica nas colônias americanas, como a monarquia, o episcopado e até a linguagem do Livro de Oração Comum, a Igreja Anglicana quase se extinguiu durante o levante da Revolução Americana. Mais do que qualquer outra denominação, a Guerra da Independência dividiu internamente o clero e os leigos da Igreja Anglicana na América, e as opiniões cobriram um amplo espectro de visões políticas: patriotas, conciliadores e leais. Enquanto muitos patriotas suspeitavam do lealismo na igreja, cerca de três quartos dos signatários da Declaração de Independência eram nominalmente leigos anglicanos, incluindo Thomas Jefferson, William Paca e George Wythe. Era frequentemente assumido que as pessoas consideradas "Igreja Alta" eram legalistas, enquanto as pessoas consideradas " Igreja Baixa " eram Patriotas: suposições com implicações possivelmente perigosas para a época.

### Século XIX

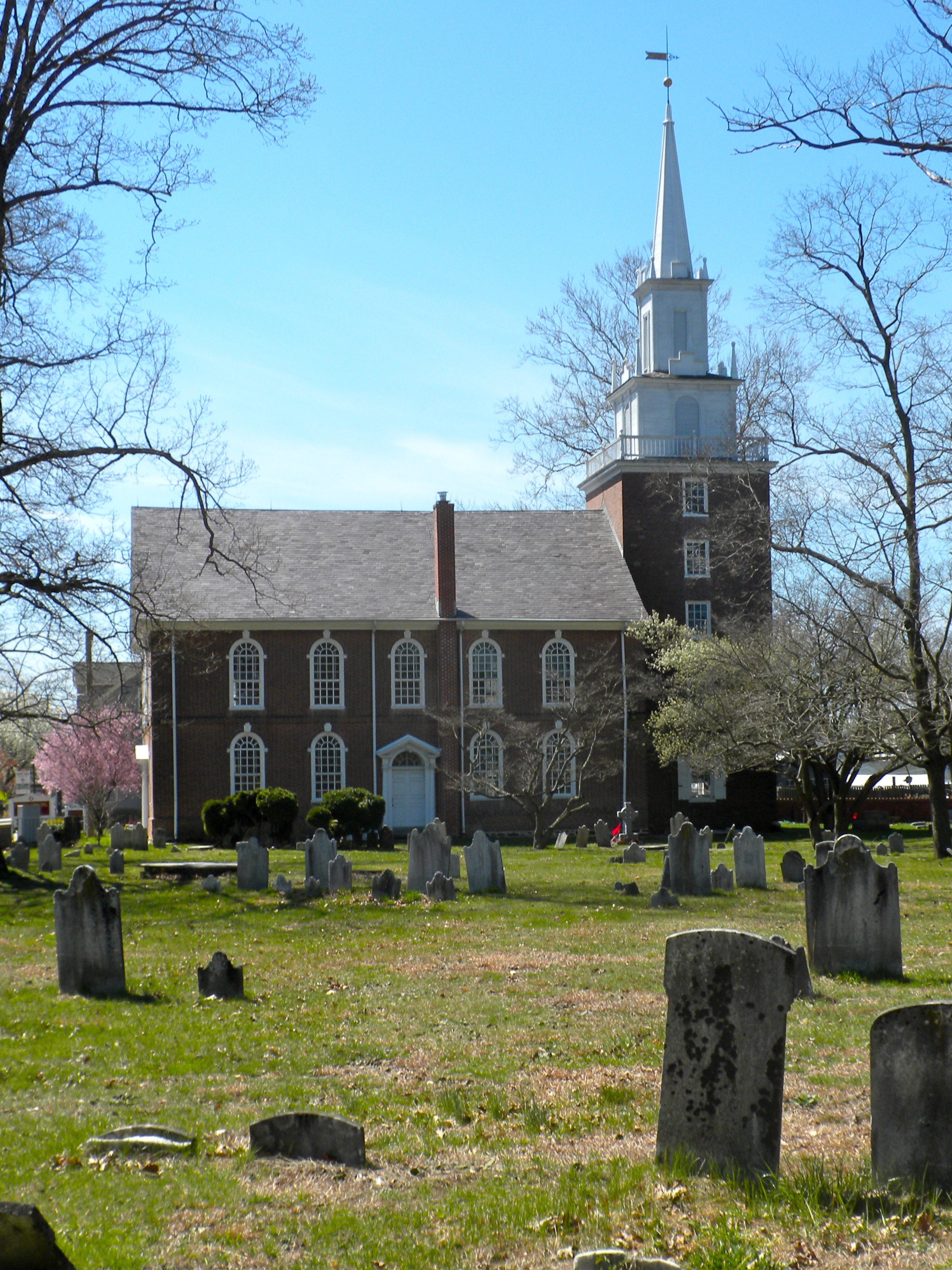
Antiga Igreja do Norte em Boston. Inspirado pelo trabalho de Christopher Wren, foi concluído em 1723.

Em 1856, a primeira sociedade para afro-americanos na Igreja Episcopal foi fundada por James Theodore Holly. Nomeada Sociedade Episcopal Protestante para Promover a Extensão da Igreja entre as Pessoas de Cor, a sociedade argumentou que os negros deveriam ter permissão para participar de seminários e convenções diocesanas. O grupo perdeu o foco quando Holly emigrou para o Haiti, mas outros grupos o seguiram após a Guerra Civil. A atual União dos Episcopais Negros traça sua história para a sociedade. Holly fundou a Igreja Anglicana no Haiti, onde se tornou o primeiro bispo afro-americano em 8 de novembro de 1874. Como bispo do Haiti, Holly foi o primeiro afro-americano a participar da Conferência de Lambeth. No entanto, ele foi consagrado pela Sociedade Missionária da Igreja Americana, um ramo episcopal evangélico da Igreja.
As missões episcopais fretadas por afro-americanos nesta época foram fretadas como uma missão episcopal de cor. Todas as outras missões (brancas) foram fretadas como uma Missão Episcopal Organizada. Muitas paróquias historicamente negras ainda existem até hoje.
Quando a Guerra Civil Americana começou em 1861, os episcopais no sul formaram a Igreja Episcopal Protestante nos Estados Confederados da América. No entanto, no Norte, a separação nunca foi oficialmente reconhecida. Em 16 de maio de 1866, as dioceses do sul haviam retornado à igreja nacional.

### História recente
Nas últimas décadas, a Igreja Episcopal, como outras igrejas principais, sofreu um declínio no número de membros, além de controvérsia interna sobre a ordenação de mulheres e o lugar dos homossexuais na igreja. A Convenção Geral de 1976 também aprovou uma resolução pedindo o fim do apartheid na África do Sul e em 1985 apelou a "dioceses, instituições e agências" para criar oportunidades iguais de emprego e ação afirmativa políticas para abordar eventuais "desigualdades raciais" na colocação de clérigos. Devido a essas e outras questões controversas, incluindo o aborto, membros individuais e clérigos podem discordar e freqüentemente discordam da posição declarada da liderança da igreja. Em janeiro de 2016, a Reunião Anglicana de Primatas em Canterbury decidiu que, em resposta à "distância" causada pelo que chamou de "ação unilateral em questões de doutrina sem unidade católica" ", por um período de três anos, a Igreja Episcopal [não ] representam [a Comunhão] em organismos ecumênicos e inter-religiosos [...] [nem] participam da tomada de decisões sobre quaisquer questões relativas a doutrina ou política ".
As primeiras onze mulheres, agora conhecidas como as Onze da Filadélfia, foram ordenadas sacerdotisas na Igreja Episcopal em 29 de julho de 1974. As ordenações foram controversas, visto que a ordenação de mulheres ainda era debatida na Igreja Episcopal, mas foram posteriormente reconhecidas oficialmente.
Sua primeira bispa, Barbara Harris, foi eleita sufragânea da Diocese Episcopal de Massachusetts, em 24 de setembro de 1988, e ordenada em 11 de fevereiro de 1989. Em 7 de junho de 2003, Gene Robinson, um homem gay casado, foi eleito bispo da diocese de New Hampshire, e consagrado em 2 de novembro do mesmo ano. Três anos depois, Katharine Jefferts Schori foi eleita e tornou-se o 26º Bispo Presidente da Igreja Episcopal em 1º de novembro de 2006. Todos os três atos geraram grande repercussão e críticas dos setores conservadores da igreja, levando a separações.

### Livro de oração revisado
Em 1976, a Convenção Geral adotou um novo livro de orações, que foi uma revisão e modernização substancial da edição anterior de 1928. Ele incorporou muitas princípios da Igreja Católica Romana do movimento litúrgico, que havia sido discutido no Concílio Vaticano II. Esta versão foi adotada como livro de orações oficial em 1979, após um teste inicial de três anos. Várias paróquias conservadoras, no entanto, continuaram a usar a versão de 1928.

## Demografia
| Ano  | Paróquias | Membros   |
| ---- | --------- | --------- |
| 1925 | 7.833     | 1.164.911 |
| 1959 | 7.685     | 3.444.265 |
| 1970 | 7.069     | 3.285.826 |
| 1990 | 7.354     | 2.446.050 |
| 2010 | 6.794     | 1.951.907 |
| 2020 | 6.393     | 1.736.282 |
| 2021 | 6.294     | 1.678.157 |
| 2022 | 6.789     | 1.584.785 |
| 2023 | 6.754     | 1.547.779 |

A denominação cresceu continuamente entre o ano de sua fundação e 1959, quando atingiu seu pico de número de membros (3.444.265). Depois disso, a denominação apresentou declínio lento, intercalado por alguns anos de crescimento e retorno ao declínio até 1995. Depois deste ano, o declínio de número de membros tornou-se constante e maior.
Em 2021, era formada por 6.294 paróquias e 1.678.157 membros.
Na sua estatística relativa ao ano de 2022, a denominação divulgou ser formada por 6.789 congregações e 1.584.785 membros. Destes, 1.432.082 membros, ou 90,36%, estavam nos Estados Unidos.
Em 2023, a denominação relatou ter 6.754 congregações e 1.547.779 membros. Destes, 1.394.769, ou 90,11%, estavam nos Estados Unidos.

## Influência

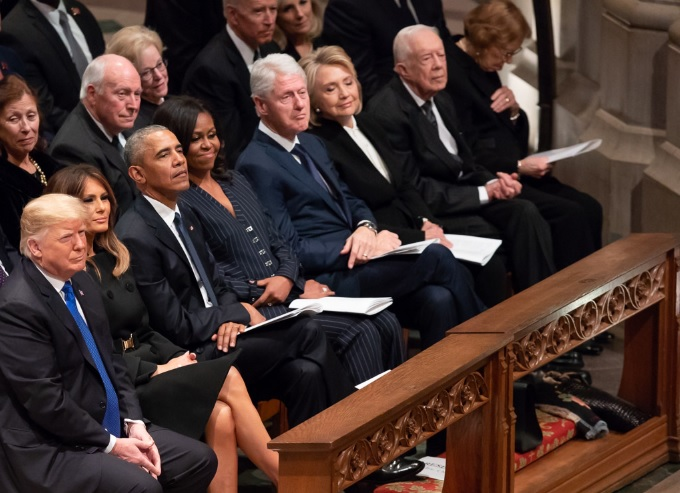
Vários presidentes americanos foram anglicanos. Na foto o presidente Trump e os ex-presidentes Obama, Clinton e Carter, juntamente com suas respectivas esposas, fotografaram durante o serviço memorial a Bush na Catedral Nacional em 5 de dezembro de 2018.

No século XX, os anglicanos tendiam a ser os mais ricos e mais instruídos (com mais diplomas de pós- graduação e pós- graduação per capita) do que a maioria dos outros grupos religiosos nos Estados Unidos, e eram representados desproporcionalmente nos altos escalões dos negócios americanos, direito e política.
Na década de 1970, um estudo da revista Fortune encontrou um em cada cinco dos maiores negócios do país e um em cada três de seus maiores bancos era dirigido por um anglicano. Números das famílias americanas mais ricas e abastadas, como os Vanderbilts, Astors, Whitneys, Morgans e Harrimans, são episcopais. A Igreja Episcopal também possui o maior número de diplomas de pós- graduação e pós-graduação per capita (56%) de qualquer outra denominação cristã nos Estados Unidos, bem como os que mais recebem renda. De acordo com um estudo de 2014 do Pew Research Center, os episcopais foram classificados como o terceiro grupo religioso mais rico dos Estados Unidos, com 35% dos anglicanos vivendo em famílias com renda de pelo menos US $ 100.000.

## Estrutura
A Igreja Episcopal é governada de acordo com a política episcopal com seu próprio sistema de direito canônico. Isso significa que a igreja é organizada em dioceses lideradas por bispos em consulta com órgãos representativos. É um órgão unitário, na medida em que o poder da Convenção Geral não é limitado pelas dioceses individuais. A igreja tem, no entanto, uma estrutura e características altamente descentralizadas de uma confederação.